# Municipio de Tlaxco (Puebla)
El municipio de Tlaxco (del nahuatl: tlalli, ixtli, co ‘tierra, superficie, en’‘En la superficie del suelo’) es uno de los 217 municipios que conforman al estado mexicano de Puebla. Fue fundado en 1922 y su cabecera es Tlaxco.

## Geografía
El municipio se encuentra a una altitud promedio de 860 m s. n. m. y abarca un área de 54.63 km². Colinda al norte y al oeste con el estado de Hidalgo y al este y al sur con Tlacuilotepec.

## Demografía
De acuerdo al último censo, realizado por el INEGI en 2010, en el municipio hay una población total de 5415 habitantes, lo que le da una densidad de población aproximada de 99 habitantes por kilómetro cuadrado.